# 结构化学
结构化学是化學的一部分，涉及分子（呈气态，液态或固态）和晶体（具有无法细分为扩展结构的固态结构）的空间结构。
主要任务是（a）制定结构性质关系的一般定律，以及（b）推导物质成分的化学和物理性质如何确定最终结构的一般规则（例如：电子结构之间的关系，晶体构件和所得晶格的对称性）
对于结构阐明使用了不同方法的范围。必须区分两种方法，这些方法仅阐明原子之间的连通性（构成），而后者提供精确的三维信息，例如原子坐标，键长，角度和扭转角。后一种方法包括（主要）：
- 对于气态：气体电子衍射和微波光谱（英语：Microwave spectroscopy）
- 对于液态：核磁共振波谱法（注意，与气体和结晶固体相比，从液体和溶液中获得精确的结构信息仍然相当困难）
- 对于固态：X射线晶体学、电子衍射和中子衍射技术

为了确定连接性和官能团的存在，可以使用分子光谱学和固态光谱学的各种方法。

## 另请参阅
- 化学结构